# 芳野弘
芳野 弘（よしの ひろし、1963年3月27日 - ）は、広島県呉市仁方出身の経営者、国際派ビジネスマン。1986年ソニー入社、ソニーアメリカ副社長等歴任後、2007年よりフェリカネットワークス社長。2014年より株式会社モンスター・ラボ取締役就任。広島県立広高等学校、1986年広島大学法学部法学科卒。
| スタブアイコン | サブスタブ | この項目は、まだ閲覧者の調べものの参照としては役立たない、人物に関連した書きかけの項目です。この項目を加筆・訂正などしてくださる協力者を求めています（P:人物伝/PJ:人物伝）。 |